# Hamataliwa flebilis
Hamataliwa flebilis là một loài nhện trong họ Oxyopidae.
Loài này thuộc chi Hamataliwa. Hamataliwa flebilis được Octavius Pickard-Cambridge miêu tả năm 1894.